# Brachyglenis
Genre
Synonymes
- Brachyglenia Marschall, 1873[1]
- Metapheles Bates, 1866[1]
- Tmetoglene C. Felder & R. Felder, 1862[1]

Brachyglenis est un genre d'insectes lépidoptères de la famille des Riodinidae.

## Dénomination
Le nom Brachyglenis leur a été donné par Cajetan Freiherr von Felder et Rudolf Felder en 1862.
Ils résident tous en Amérique.

## Liste des espèces
Selon Catalogue of Life (3 avril 2020) :
- Brachyglenis colaxes Hewitson, 1870
- Brachyglenis dinora Bates, 1866 ; présent au Nicaragua et en Colombie
- Brachyglenis dodona Godman & Salvin, 1886 ; présent au Mexique et à Panama
- Brachyglenis drymo Godman & Salvin, 1886 ; présent au Brésil
- Brachyglenis esthema Felder, 1862 ; présent au Costa Rica, en Colombie, en Équateur et au Pérou
- Brachyglenis trichroma Seitz, 1920